# Meriola decepta
Meriola decepta is een spinnensoort uit de familie van de Trachelidae.
De wetenschappelijke naam van de soort werd in 1895 gepubliceerd door Nathan Banks.